# F.L.Y. BOYS F.L.Y. GIRLS
「F.L.Y. BOYS F.L.Y. GIRLS」（フライボーイズフライガールズ）は、GENERATIONS from EXILE TRIBEの通算16枚目のシングルである。2018年6月13日にrhythm zoneから発売。

## 概要
前作「BIG CITY RODEO」から約8カ月ぶりのリリース。「CD+DVD」と「CD」の2形態での発売となる。
ミュージックビデオでは、当時海外で流行していた"シュートダンス"を取り入れている。

## メディアでの使用
- 「F.L.Y. BOYS F.L.Y. GIRLS」は、洋服の青山「AOYAMA PRESTIGE TECHNOLOGY」CMソング、AbemaTV・テレビ朝日系『GENERATIONS高校TV』オープニングテーマ。
- 「UNITED JOURNEY」は、「GENERATIONS LIVE TOUR 2018 "UNITED JOURNEY"」テーマソング。
- 「また、アシタ」は、読売テレビ・日本テレビ系木曜ドラマF『ラブリラン』主題歌。

## 収録曲

### CD
1. F.L.Y.BOYS F.L.Y.GIRLS [3:10]
作詞：YVES & ADAMS、作曲：SKY BEATZ・Chris Hope・Erik Lidbom
2. UNITED JOURNEY [4:03]
作詞：SAKURA、作曲：福田貴史・SAKURA、編曲：福田貴史
3. また、アシタ [4:33]
作詞：小竹正人、作曲：MATS LIE SKARE（英語版）・FAST LANE・SHIKATA
4. F.L.Y. BOYS F.L.Y. GIRLS (Instrumental)
5. UNITED JOURNEY (Instrumental)
6. また、アシタ (Instrumental)
【Special bonus track】
7. F.L.Y. BOYS F.L.Y. GIRLS (English Version) [3:09]
作詞：YVES & ADAMS、英語詞：Amon Hayashi、作曲：SKY BEATZ・Chris Hope・Erik Lidbom

### DVD
1. F.L.Y. BOYS F.L.Y. GIRLS (Music Video)